# Birth (pel·lícula de 2004)
Birth és una pel·lícula de drama psicològic estatunidenca del 2004 coescrita i dirigida per Jonathan Glazer i protagonitzada per Nicole Kidman, Lauren Bacall, Cameron Bright, Danny Huston, Arliss Howard, Peter Stormare, Ted Levine i Anne Heche. La pel·lícula segueix l'Anna, que es convenç que el seu marit mort, Sean, és reencarnat en un nen de deu anys.
Distribuïda per New Line Cinema, la pel·lícula va polaritzar els crítics després de la seva estrena i va recaptar 23,9 milions de dòlars en contra del seu pressupost de 20 milions de dòlars.

## Argument
Sean i Anna són una parella casada que viu a la ciutat de Nova York. Mentre es mostren escenes de Central Park a la pantalla, en Sean s'escolta llegint a un públic invisible, explicant que no creu en la reencarnació. Després de la conferència, va a córrer, col·lapsa i mor. Deu anys després, l'Anna ha acceptat una proposta de matrimoni del seu xicot, Joseph.
Quan Clifford, el germà d'en Sean, arriba a la festa de compromís de l'Anna, la seva dona Clara es disculpa, dient que s'havia oblidat d'embolicar el regal de l'Anna. En comptes d'això, compra un reemplaçament després d'enterrar precipitadament el regal original mentre un nen petit mira en secret.
Temps després, en una festa per a la mare de l'Anna, el nen s'esvalota a l'apartament i afirma ser el marit difunt d'Anna, Sean, advertint-la que no es casi amb Joseph. Al principi, l'Anna rebutja la reclamació del nen. Quan l'Anna rep una carta d'ell l'endemà advertint-la que no es casi amb Joseph, s'adona que el nen creu realment que és el seu marit reencarnat.
Aquella nit, l'Anna i el Josep discuteixen la carta. Com que el vigilant de l'edifici sembla conèixer el nen i que es diu Sean, en Joseph truca per obtenir més informació. Quan en Sean respon al telèfon, Joseph baixa ràpidament per enfrontar-se a ell. El porta al pare d'en Sean i tots tres li ordenen a Sean que deixi l'Anna sola. En Sean es nega a retractar-se de la seva història i l'Anna veu Sean com s'enfonsa als braços del seu pare.
En Sean deixa un missatge al contestador automàtic de l'Anna, que la seva mare escolta. Aquell dia al dinar, la mare de l'Anna esmenta que en Sean vol conèixer l'Anna al parc i que sabrà on exactament. L'Anna s'apressa a Central Park i troba en Sean esperant al lloc on va morir el seu marit. S'ofereix a sotmetre's a un interrogatori.
El cunyat de l'Anna, Bob, un metge, parla amb Sean i enregistra les seves respostes en cinta. En Sean respon a totes les preguntes, fins i tot proporcionant detalls íntims de la vida sexual d'Anna i Sean. En Sean és portat a casa de l'Anna per la seva mare i és capaç d'identificar parts de l'apartament. Tothom, excepte l'Anna, segueix dubtant. La família de l'Anna es preocupa, especialment la seva germana Laura, que tracta en Sean amb menyspreu.
Quan l'Anna falta a una cita amb el seu promès per passar temps amb Sean, en Joseph comença a sentir-se preocupat, no només pel noi, sinó pel comportament estrany de l'Anna. La seva gelosia es fa palesa quan ataca físicament Sean. Quan Sean surt corrents, l'Anna el segueix i Sean la fa un petó als llavis.
L'Anna sembla convençuda per la història del nen i demana a la Clara i en Clifford que el coneguin. La Clara es troba en Sean a la porta i li demana que la visiti més tard. Quan el visita, porta una motxilla plena de cartes d'amor de l'Anna a Sean. Aquest paquet era el regal de compromís de la Clara, que el nen havia descobert i llegit en secret la nit de la festa. La Clara havia estat l'amant d'en Sean abans de la seva mort, i ell li va donar les cartes sense obrir com a prova del seu amor. La Clara havia estat gelosa que en Sean no deixés l'Anna, però a l'últim moment va abandonar el seu pla de donar les cartes a l'Anna. Quan la Clara li assenyala en Sean que si realment fos una reencarnació, hauria vingut a ella primer, en Sean surt corrent, confós.
Quan l'Anna troba en Sean, suggereix que fugin i es casin quan ell sigui major d'edat. Li diu a l'Anna que com que l'estima, no pot ser el Sean reencarnat.
L'Anna demana disculpes a Joseph i es casen a la platja. En Sean escriu una llarga carta demanant disculpes a l'Anna, preguntant-se per què va tenir l'engany de ser el seu marit. L'Anna entra angoixada a la vora de l'oceà després de la cerimònia. Joseph la troba i la porta enrere, xiuxiuejant-li a l'orella.

## Repartiment
- Nicole Kidman com a Anna
- Cameron Bright com el jove Sean
- Danny Huston com a Joseph
- Lauren Bacall com a Eleanor
- Alison Elliott com a Laura
- Arliss Howard com a Bob
- Michael Desautels com a Sean adult
- Anne Heche com a Clara
- Peter Stormare com a Clifford
- Ted Levine com el Sr. Conte
- Cara Seymour com a Sra. Conte
- Novella Nelson com a Lee
- Zoe Caldwell com a Sra. Turó
- Charles Goff com el Sr. Drummond
- Sheila Smith com a Sra. Drummond
- Milo Addica com Jimmy
- Libby Skala com a dama d'honor

## Producció
El director Jonathan Glazer estava interessat a fer una pel·lícula sobre "la idea de l'amor etern" i un "misteri del cor". Mentre escrivia el guió, no estava interessat a fer una història de fantasmes o un "peça paranormal". Va imaginar una estructura de conte de fades des del principi. La idea inicial de la pel·lícula li va sorgir un dia quan estava a la seva cuina: "Hi ha un nen petit i li diu a una dona que és el seu marit mort, i que té deu anys." Glazer va anar a París per discutir la idea amb el guionista francès Jean-Claude Carrière per recomanació del seu productor. Carrière va acabar ajudant a Glazer amb la història i va actuar com a consultor de guió. El director va passar vuit mesos anant i tornant a París cada cap de setmana convertint un paràgraf en tres actes. El guió va passar per 21 esborranys mentre Glazer i el coguionista Milo Addica van treballar en la història. Originalment, el guió tractava sobre el nen i el van canviar per parlar de la dona. "Vam fer una cosa robusta en la qual cada pregunta condueixi a una altra", va dir Glazer. "No sóc budista i no crec en la reencarnació; no crec que pogués fer una pel·lícula sobre això si ho fos. M'interessava més la idea de l'amor etern. Volia fer un misteri, el misteri del cor."
L'actriu Nicole Kidman va llegir el guió i va voler fer la pel·lícula quan va saber que Glazer la dirigiria, ja que li encantava la seva pel·lícula anterior, Sexy Beast. Es va acostar al director per fer la pel·lícula. Al principi, es va resistir perquè va sentir que "la seva celebritat és tan a tot arreu que vaig pensar que només podria ferir la naturalesa delicada d'aquest personatge". No obstant això, es va reunir amb Kidman i es va adonar que "ella estava preparada per interpretar el paper". Com més parlava amb Kidman sobre el seu personatge, reescriuria el guió els caps de setmana, adaptant-lo específicament a ella. Per mostrar l'Anna de dol tant externament com internament, Glazer li va posar els cabells curts, l'armari de recanvi i un discurs curt i retallat. El director va explicar l'aparició d'Anna com "algú que havia deixat anar tot el glamur i sexualitat". Kidman va dir que Glazer li va ordenar que fes petites reaccions personals. Va trobar que el personatge ho consumia tot de manera que no podia separar-se del paper. Per investigar el paper, Kidman va parlar amb dos amics que havien perdut els seus pares i van parlar de com els va afectar encara anys després.
Addica i Glazer sovint escrivien escenes el dia abans de ser rodades, donant-les als actors el mateix dia que estaven rodant.

## Recepció

### Taquilla
Birth va recaptar 5,1 milions de dòlars als Estats Units i Canadà, i 18,8 milions de dòlars a altres territoris, per un total mundial de 23,9 milions de dòlars. Als Estats Units i al Canadà, la pel·lícula va obrir al número 12 el cap de setmana inaugural, i va recaptar 1,3 milions de dòlars en 550 sales.

### Resposta crítica
Birth es va estrenar a la 61a Mostra Internacional de Cinema de Venècia, on la seva primera projecció a la premsa va ser rebuda amb esbroncades àmpliament informades i xiulades. Glazer va respondre: "La gent està una mica polaritzada per això, que és saludable".
Al lloc web de l'agregador de ressenyes Rotten Tomatoes, la pel·lícula té una puntuació d'aprovació del 40% basada en 147 crítiques, amb una valoració mitjana de 5,2/10. El consens dels crítics del lloc web diu: "Una producció ben muntada està minada per una història confusa i absurda de gust qüestionable". Metacritic, que utilitza una mitjana ponderada, va assignar a la pel·lícula una puntuació de 51 de 100, basat en 38 crítics, indicant ressenyes "mixtes o mitjanes". A la seva ressenya per a Newsweek, David Ansen va escriure: "El guió és esbogerrat. Biertht és ridícula i estranyament inoblidable". Michael O'Sullivan, a la seva ressenya per a The Washington Post, va escriure: "El que no m'agrada tant és la sortida que finalment van prendre els cineastes, que sembla que no poden seguir amb la seva prometedora premissa metafísica (i menys encara el tema de l'amor obsessiu), optant per eliminar tota ambigüitat". A la seva ressenya per New York Daily News, Jack Mathews va qualificar la pel·lícula de "trivial, lenta, inversemblant i, de vegades, seriosament esgarrifosa".
Tanmateix, Roger Ebert va donar a la pel·lícula tres estrelles i mitja de quatre i la va comparar amb La llavor del diable dient: "Birth és menys sensacional i més sinistre, i també més intrigant perquè en comptes d'anar a buscar emocions ràpides, explora què podria passar realment si un nen de 10 anys aparegués i digués el que diu Sean". A la seva ressenya per a The New York Times , A. O. Scott va elogiar l'actuació de Nicole Kidman: "Sense l'actuació brillantment matisada de la Sra. Kidman, Birth podria sentir-se arquejada, freda i una mica sàdica, però es lliura tan completament al paper que la pel·lícula esdevé fascinant i esguerrada, una delicada peça de cambra amb el cor gran i preocupat d'una òpera." Birth es va situar al lloc 96 de les millors pel·lícules de la dècada del 2000 de Slant Magazine. Escrivint a The Guardian l'agost de 2010, el crític de cinema David Thomson va incloure la pel·lícula a la seva llista de "10 obres perdudes de geni".

### Controvèrsia
La pel·lícula va generar polèmica a causa d'una escena en què Kidman comparteix un bany amb Bright, tots dos aparentment nus. De fet, Bright mai va estar nu i els dos mai van estar a la mateixa habitació durant el rodatge de l'escena del bany, a part d'un tret de càmera, i quan va passar aquesta foto, tots dos portaven roba especial que no és visible per a la càmera. Glazer insisteix que l'escena no és eròtica ni explotadora. "M'imagino que, abans que la gent ho vegi, podria pensar que era salaç. Però sabia que mai no seria això."
En una roda de premsa al Festival de Cinema de Venècia, Kidman va abordar la polèmica del seu personatge fent un petó a un nen: "No era que volgués fer una pel·lícula on besés a un nen de 10 anys. Volia fer una pel·lícula on entens l'amor." Es va produir una altra controvèrsia al festival quan una periodista va descriure Kidman com una "llegenda de la pantalla", a la qual cosa la seva coprotagonista Lauren Bacall va respondre: "És una principiant". Kidman va restar importància als comentaris de Bacall i va dir: "Certament no em sento com una gran estrella a Hollywood".
Les queixes del final de l’"escapada" de la pel·lícula són qüestionades per Roger Ebert a la seva ressenya, que assenyala: "Sembla que hi ha dues possibles explicacions del que finalment passa, però cap de les dues és coherent amb tots els fets. "

### Reconeixements
| Premi                                          | Categoria                                                  | Nominat           | Resultat  |
| ---------------------------------------------- | ---------------------------------------------------------- | ----------------- | --------- |
| 61a Mostra Internacional de Cinema de Venècia  | Lleó d'or                                                  | Birth             | Nominat   |
| Premis Globus d'Or                             | Millor actriu dramàtica                                    | Nicole Kidman     | Nominat   |
| Critics' Choice Awards                         | Millor intèrpret jove                                      | Cameron Bright    | Nominat   |
| Premis Saturn                                  | Millor pel·lícula de fantasia                              | Birth             | Nominat   |
| Premis Saturn                                  | Millor actriu                                              | Nicole Kidman     | Nominat   |
| Premis Saturn                                  | Millor actuació d'un actor més jove                        | Cameron Bright    | Nominat   |
| Premis Gold Derby                              | Millor banda sonora                                        | Alexandre Desplat | Nominat   |
| Premis de la International Cinephile Society   | Millor banda sonora                                        | Alexandre Desplat | Guanyador |
| Premis de la International Cinephile Society   | Millor pel·lícula                                          | Birth             | Nominat   |
| Premis de la International Cinephile Society   | Millor actriu                                              | Nicole Kidman     | Nominat   |
| Premis de la International Cinephile Society   | Millor fotografia                                          | Harris Savides    | Nominat   |
| Premis Cercle de Crítics de Cinema de Londres  | Actriu de l’any                                            | Nicole Kidman     | Nominat   |
| Premis de Los Angeles Film Critics Association | Millor banda sonora                                        | Alexandre Desplat | Nominat   |
| Festival de Sitges                             | Millor pel·lícula                                          | Birth             | Nominat   |
| Festival de Sitges                             | Premi Ciutadà Kane al director revelació – menció especial | Jonathan Glazer   | Guanyador |
| Premis Online Film Critics Society             | Millor banda sonora                                        | Alexandre Desplat | Nominat   |
| Premis Young Artist                            | Millor actuació en un llargmetratge – Actor jove secundari | Cameron Bright    | Nominat   |